# سیارک ۱۴۸۲۶
سیارک ۱۴۸۲۶ (به انگلیسی: 14826 Nicollier، نامگذاری:1985SC1) چهارده هزار و هشتصد و بیست و ششمین سیارک کشف شده‌است که در ۱۶ سپتامبر ۱۹۸۵ کشف شد.
قدر مطلق سیارک برابر ۱۲٫۹۰ است.